# 사회경제학
사회경제학(Socioeconomics)은 경제 활동이 사회 과정에 어떻게 영향을 미치고 형성되는지를 연구하는 사회과학이다. 일반적으로 현대 사회가 지역 경제나 세계 경제로 인해 어떻게 발전하고, 정체하고, 퇴보하는지 분석한다.

## 개요
"사회경제학"은 때때로 다양한 탐구 분야를 포괄하는 용어로 사용된다. "사회경제학"이라는 용어는 "사회 연구에 경제학을 사용하는 것"을 광범위하게 지칭할 수 있다. 보다 미시적인 현대 관행은 사회적 자본과 사회적 "시장"(예를 들어 결혼에 따른 분류 등을 제외하지 않음)과 사회적 규범 형성을 통해 개인과 집단의 행동 상호작용을 고려한다. 경제학과 사회적 가치관의 관계 속에서 말이다.
보충적인 뚜렷한 용법에서는 사회경제학을 사회 재건 및 개선을 향한 "경제학과 사회 철학, 윤리 및 인간 존엄성 사이의 상호 관계를 연구하는 학문"으로 설명하거나 사회학, 역사학, 정치학 등의 분야의 다학제적 방법을 강조하기도 한다. 주류 경제학의 잘못된 철학적 전제(예를 들어 자기 이익 추구)와 역기능적인 경제 관계의 무시를 비판하면서, 그러한 옹호자들은 사회 경제학을 비주류로 분류하는 경향이 있다.

## 같이 보기
- 경제민주주의
- 경제사회학
- 정치경제학
- 사회 이동
- 사회 경제적 지위